# Nucella lapillus
Espèce
Nucella lapillus, le pourpre ou pilau, aussi connu sous le nom de Pourpre de l'Atlantique, Pourpre petite pierre ou Bigorneau blanc est une espèce de mollusques gastéropodes de la famille des Muricidae.

## Description
Jusqu'à 3 cm de long, la coquille conique est très épaisse et présente un canal siphonal, elle montre du côté extérieur un relief peu marqué formé de stries spiralées et de stries de croissance. L'orifice de la coquille blanc contraste avec l'intérieur coloré de violet. La coloration externe est très variable : du blanc à brun avec parfois des bandes spiralées d'autres couleurs (gris, brun, rouge, noir...) dont la largeur varie.

## Mode de vie
Le Pourpre mange d'autres mollusques et des balanes dans les parties moyenne et basse de l'estran.

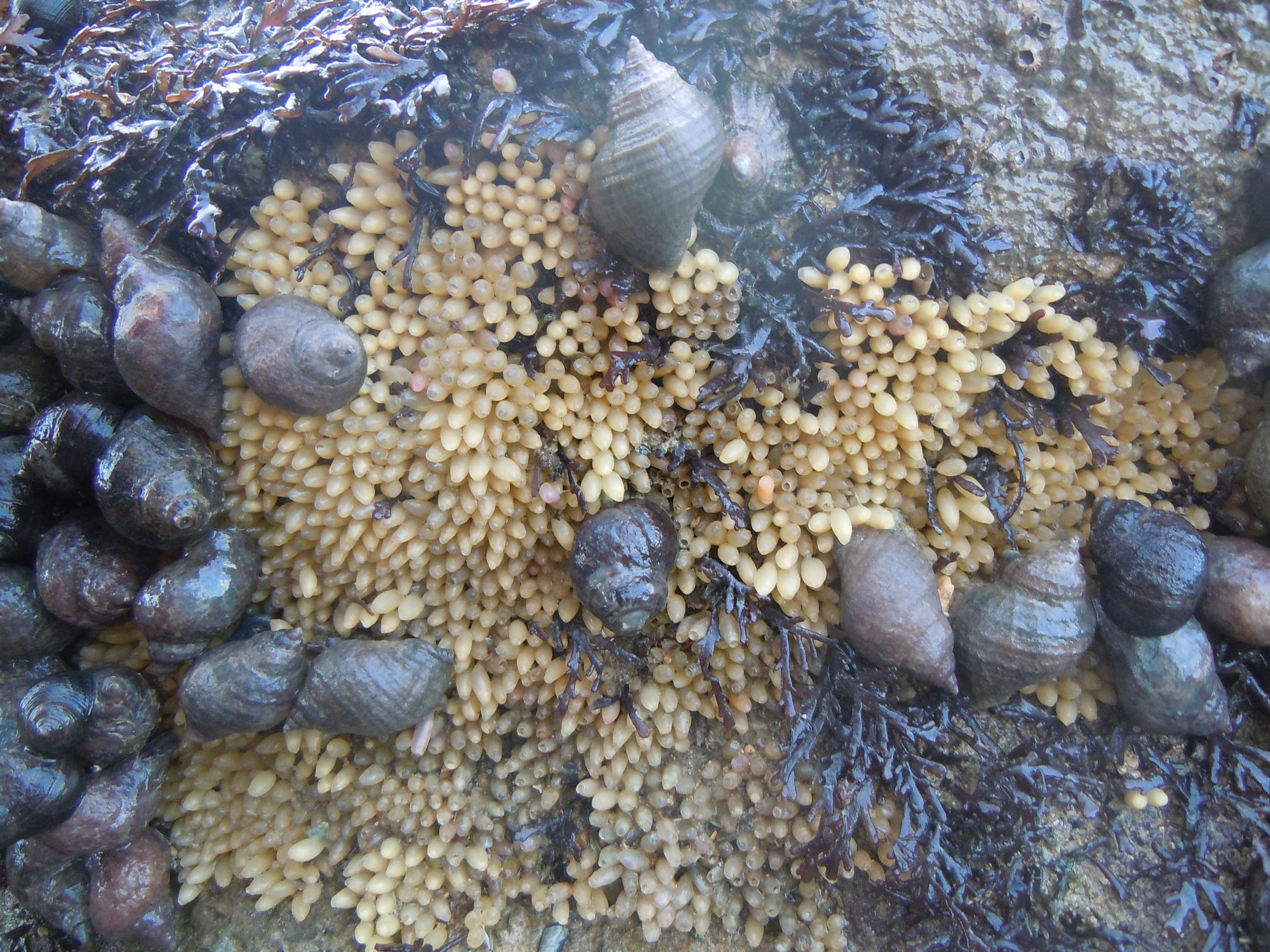
Capsules ovigères de Nucella lapillus sur un rocher à marée basse.

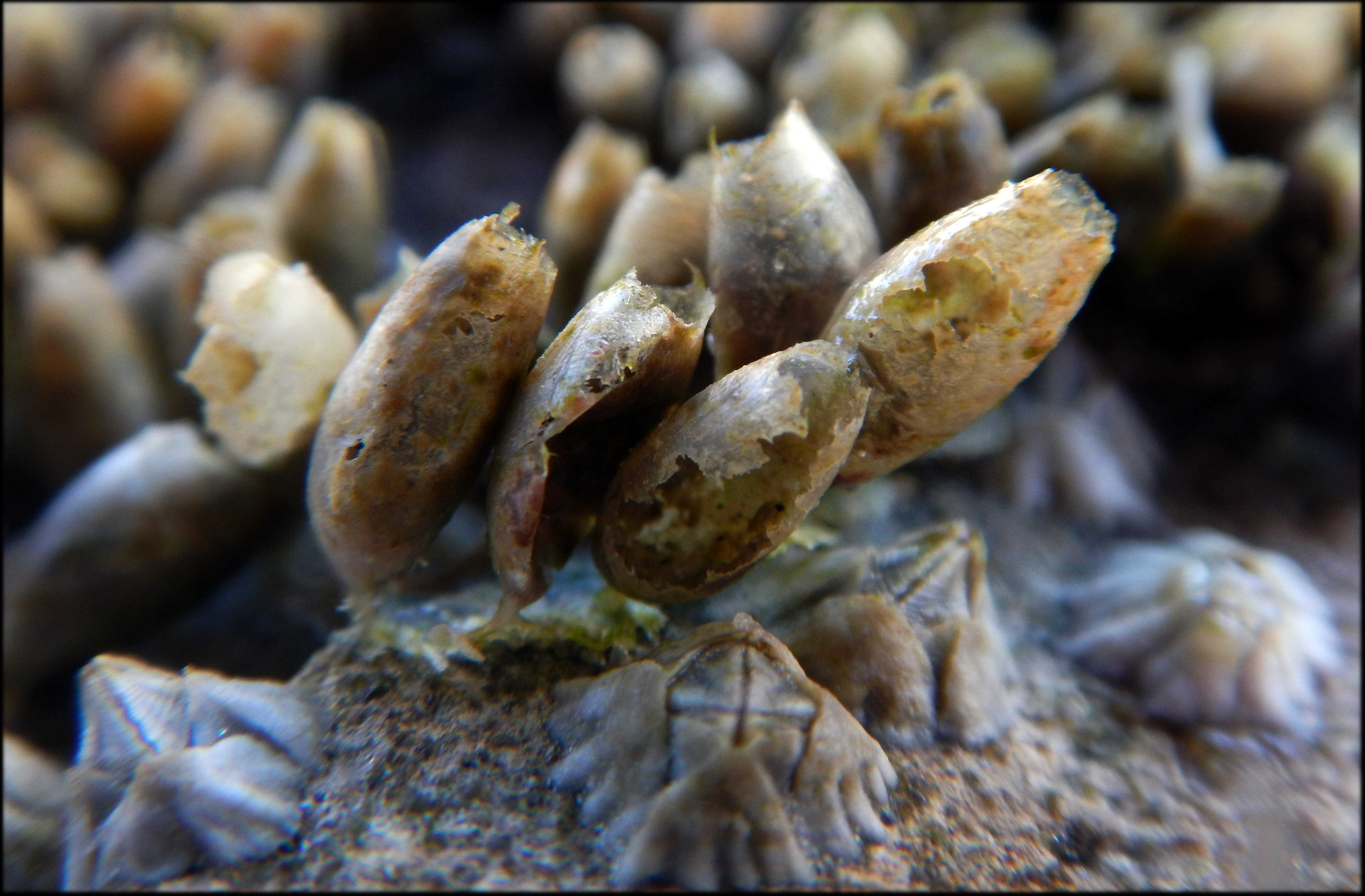
Restes de capsules ovigères (mi-juillet, littoral des Hauts-de-France à Wimereux). Les capsules sont en train de se dégrader.

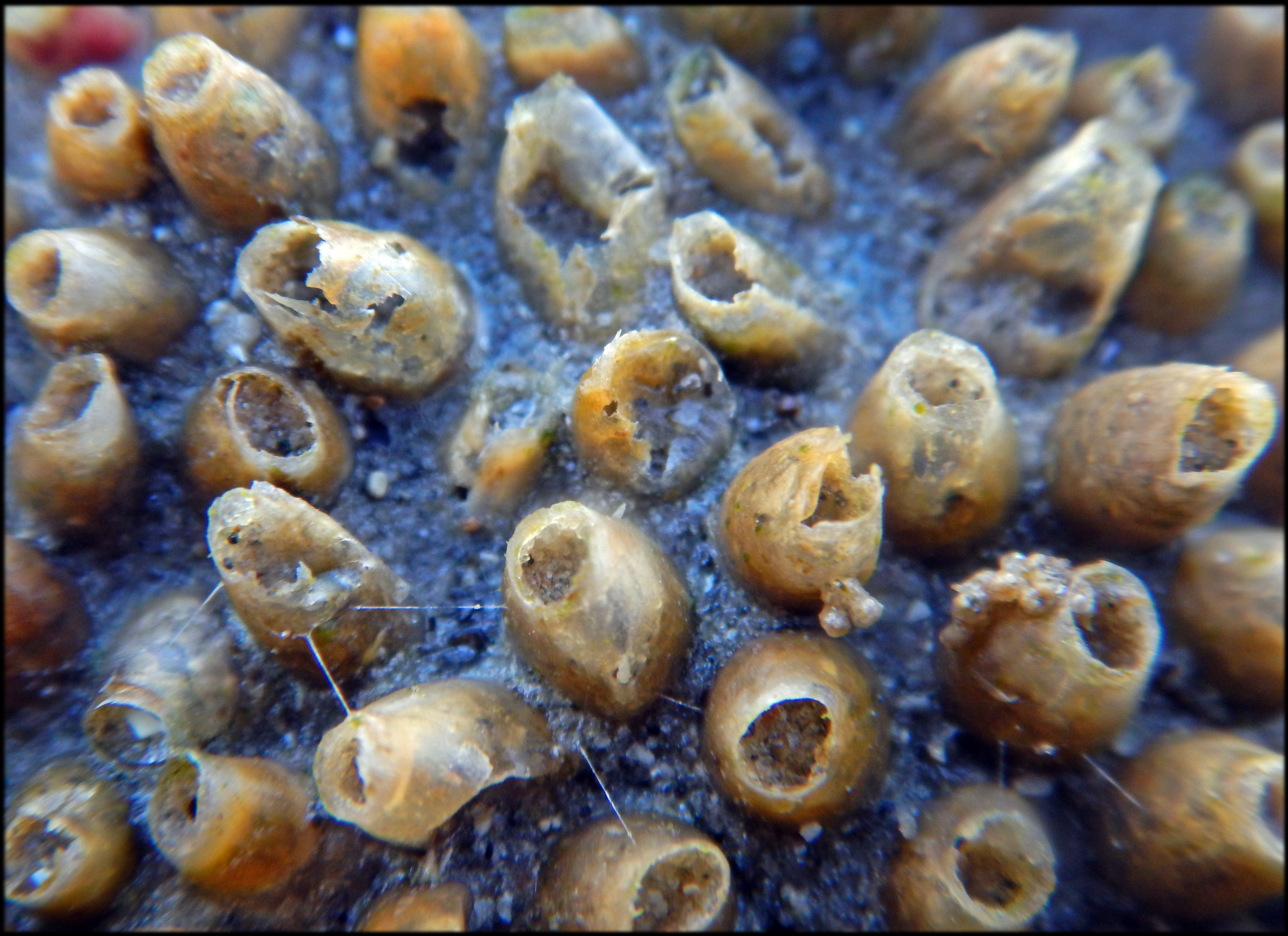
Localement les capsules vides piègent le sable fin en suspension et forment provisoirement un nouveau micro-habitat.

## Reproduction
Les sexes mâles et femelles sont séparés (espèce dite "gonochorique"). La fécondation qui a lieu au printemps est interne. 
La ponte est constituée de groupes de petits œufs (jusqu'à une centaine) enfermés dans une capsule cornée jaune ou rosée d'environ 1 mm de large et 7-8 mm de haut, translucide, en forme d'urne fixée par un pédoncule aux substrats solides (crevasses, surface ou surplombs de petits rochers...) alors que les capsules de bigorneaux sont plus petites et libérées en mer. Une femelle dépose ainsi une quinzaine de capsules chaque printemps, regroupées les unes contre les autres par différentes femelles.    
En contexte pollué et en présence de certains perturbateurs endocriniens, la reproduction peut être rendue impossible par un phénomène d'imposex. Le tributylétain provenant d'antifoolings est ainsi responsable de phénomènes de déclins de cette espèce.

## Bioindicateur
Cette espèce étant sensible à certains polluants (imposex, c'est-à-dire masculiniation des femelles en présence de tributylétain, produit chimique autrefois très utilisé dans les antifooling et encore autorisé sur les grands navires et/ou navires militaires, selon les pays) elle est considérée comme espèce-sentinelle et utilisée comme bioindicateur en France par Ifremer notamment.
En France, selon une étude faite par l'IFREMER (2004) plus de 20 ans après les premières mesures réglementaires de restriction puis interdiction pour la plupart des navires (hors militaires) des femelles de Nucella lapillus se montrent encore "stérilisées" par le TBT ;

Pour 109 points étudiés sur le littoral français  Manche-Atlantique, aucune population n’était indemne. La plus faible perturbation est recensée en  Bretagne, à Tévenn, à l’ouest de Roscoff. Sur les 8 femelles de l’échantillon, une seule montre le premier signe de masculinisation.
Le bannissement total du TBT, initialement prévu en 2003 a été repoussé, faute de nouveau procédé aussi économique et efficace de protection des coques de navires ; les autorités ont à choisir entre l'économie de carburant permise par les coques plus "propres" et les dommages environnementaux induits par des concentrations infinitésimales de TBT. Ifremer fait remarquer que « dans le cas de N. lapillus, les effets ne sont pas aussi flagrants qu’une augmentation sensible de la mortalité des individus. Ce sont les populations qui disparaissent à la suite de la stérilisation de l’ensemble des femelles qui les composent. La notion de durée est donc essentielle dans l’étude de la toxicité d’une molécule. Alors que le TBT est considéré comme l’une des substances les plus néfastes introduites dans l’environnement, comment accepter le maintien de son utilisation ? »